# Mayna suaveolens
Mayna suaveolens là một loài thực vật có hoa thuộc họ Achariaceae là loài đặc hữu của Colombia.